# Háje (Prague)
Háje est un quartier pragois situé dans le sud de la capitale tchèque, appartenant à l'arrondissement de Prague 11, d'une superficie de 236 hectares est un quartier de Prague. En 2008, la population était de 23 528 habitants. 
La première mention écrite de Háje date du XVIIe siècle. La ville est devenue une partie de Prague en 1968.